# Калишук, Виктор Степанович
Ви́ктор Степа́нович Калишу́к (1866 — после 1907) — член II Государственной думы от Волынской губернии, крестьянин.

## Биография

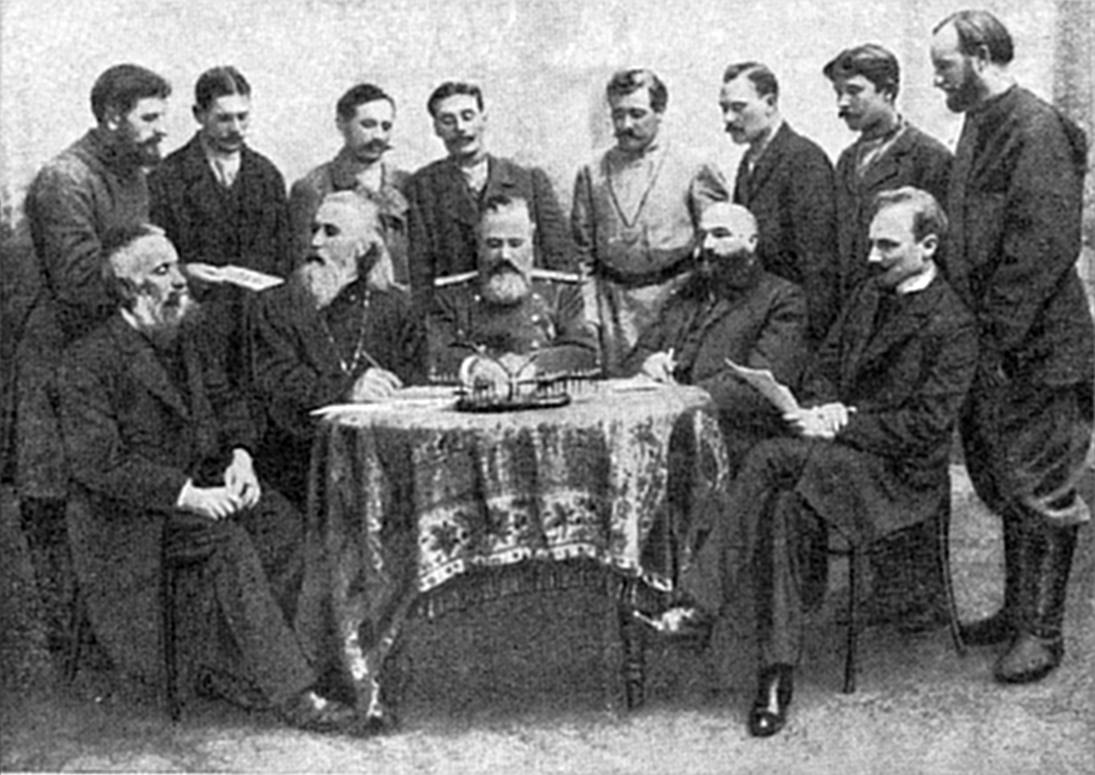
Члены 2-й Государственной думы от Волынской губернии. Сидят: И.Ф. Дрбоглав, Д.И. Герштанский, Г.Е. Рейн, Г.Н. Беляев, В.В. Шульгин; Стоят: П.С. Васюхник, Е.К. Бас, А.Ф. Коренчук, И.С. Ющук, В.С. Калишук, М.Ф. Гаркавый, М.А. Игнатюк, М.М. Никончук

Православный, крестьянин села Тумин Кисилинской волости Владимир-Волынского уезда.
Начальное образование получил дома — грамотный. Занимался земледелием. Состоял волостным старшиной. Был членом Союза русского народа.
В феврале 1907 года был избран членом II Государственной думы от Волынской губернии. Входил в группу беспартийных, примыкал к группе правых и умеренных. Состоял членом аграрной комиссии. Среди прочего подписал заявление группы умеренных крестьян по аграрному вопросу. Участвовал в депутации правых думцев-крестьян, удостоившихся аудиенции Николая II 14 апреля 1907 года.
После Третьеиюньского переворота подписал телеграмму на имя императора с благодарностью за роспуск Думы и изменение избирательного закона. Дальнейшая судьба неизвестна.